# Gästgivars
Gästgivars är en hälsingegård i Vallsta i Hälsingland. Den är en av de sju Hälsingegårdar som den 1 juli 2012 kom med på Unescos lista över världsarv.  Gästgivars är ett byggnadsminne sedan 2010. Gården består av bostadshus, herrstuga, ekonomibyggnader och uthus.  
Gården har gett namn åt Gästgivartapeten som är baserad på Jonas Wallströms schablonmålningar från festsalen. En teknik som kom att sprida sig både inom och utanför landskapet. Gästgivars håller öppet för besökare under sommarmånaderna.

## Historia
Området vid Vallsta har varit en boplats sedan järnåldern och gården har sannolikt funnits på sin plats åtminstone sedan medeltiden. Ändelsen -sta är vanlig bland svenska orter som bildats någon gång mellan 300- och 600-talet. Lämningar från vikingatid daterade omkring 700–1000 år e. Kr. har påträffats i byn vid en av granngårdarna.
Tomten Gästgivars, Vallsta nr 1 är belagd i byn Vallstas norra ände. I 1601 års jordebok skattar gårdens ägare Olof Nillson för 10 öresland och 21 penningland. Under 1600- och 1700-talen bedrevs den gästgiveriverksamhet där som sedermera givit gården dess namn. Ting var vanligen förlagda i anslutning till gästgiverier och hölls på platsen mellan 1709 och 1768. Efter att den sista gästgivaren dog 1766 flyttade ansvaret för gästgiveriverksamheten några kilometer söderut till gården Kurland.
Enligt den lokala traditionen var gästgivarens hustru Kerstin Jonsdotter på 1600-talet på väg över Ljusnan när isen brast.  Hon ska då ha lovat att skänka en brudkrona till kyrkan samt att en av hennes söner skulle bli präst om hon överlevde, vilket hon gjorde. Sonen Jonas Johannes Walldner studerade till präst och tjänstgjorde i Arbrå 1689–1698 och i Arbrå kyrkas ägo finns en brudkrona av guld. Jonsdotters barnbarn Erik Jonsson (1722–1766) blev gårdens sista gästgivare.
Herrstugan som ligger i vinkel med mangårdsbyggnaden byggdes 1838 att användas vid festligheter, utsidan hade ursprungligen en timrad fasad. Timret är dendrologiskt daterat till 1837. Efter att ha nedärvts i samma släkt i generationer såldes gården vidare under 1840-talet. I samband med laga skifte i Vallsta i början av 1860-talet omfattade gården ungefär 15 hektar åker och 200 hektar skog. Gästgivars var då liksom de flesta gårdarna i byn sammanbyggd kring sina två tun, men ett av husen invid feststugan har rivits och lämnat huvudbyggnadens gårdstun med en öppning i riktning mot Ljusnan.
Mangårdsbyggnaden renoverades och fasaden kläddes med träpanel 1882. Efter att ha nedärvts inom familjen mellan far och son kom gården på 1940-talet att ägas av 3 barnlösa syskon. Gården arrenderades då ut till en jordbrukare, men såldes inte utan ägandet togs senare över av släktingar på granngården Forsens. Herrstugan genomgick en besiktning omkring 1950 där Philibert Humbla deltog. Mellan 1950 och 1952 genomfördes omfattande renoveringar inklusive byte av fönster, dragning av VVS-ledningar, byte av isolering, inrättande av ett modernt kök och tillbyggnad av en brokvist. Arbetet skedde genom gemensamma insatser och finansiering från Arbrå hemslöjdsförening, privatpersoner, Arbrå kommun och Undersviks socken. Hemslöjdsföreningen fick från 1952 nyttja gården utan hyra enligt ett 49-årigt hyresavtal för att starta vävstuga och småningom även erbjuda sina alster till försäljning sommartid. Herrstugan fick under den här tiden smeknamnet Hemslöjdsgården.

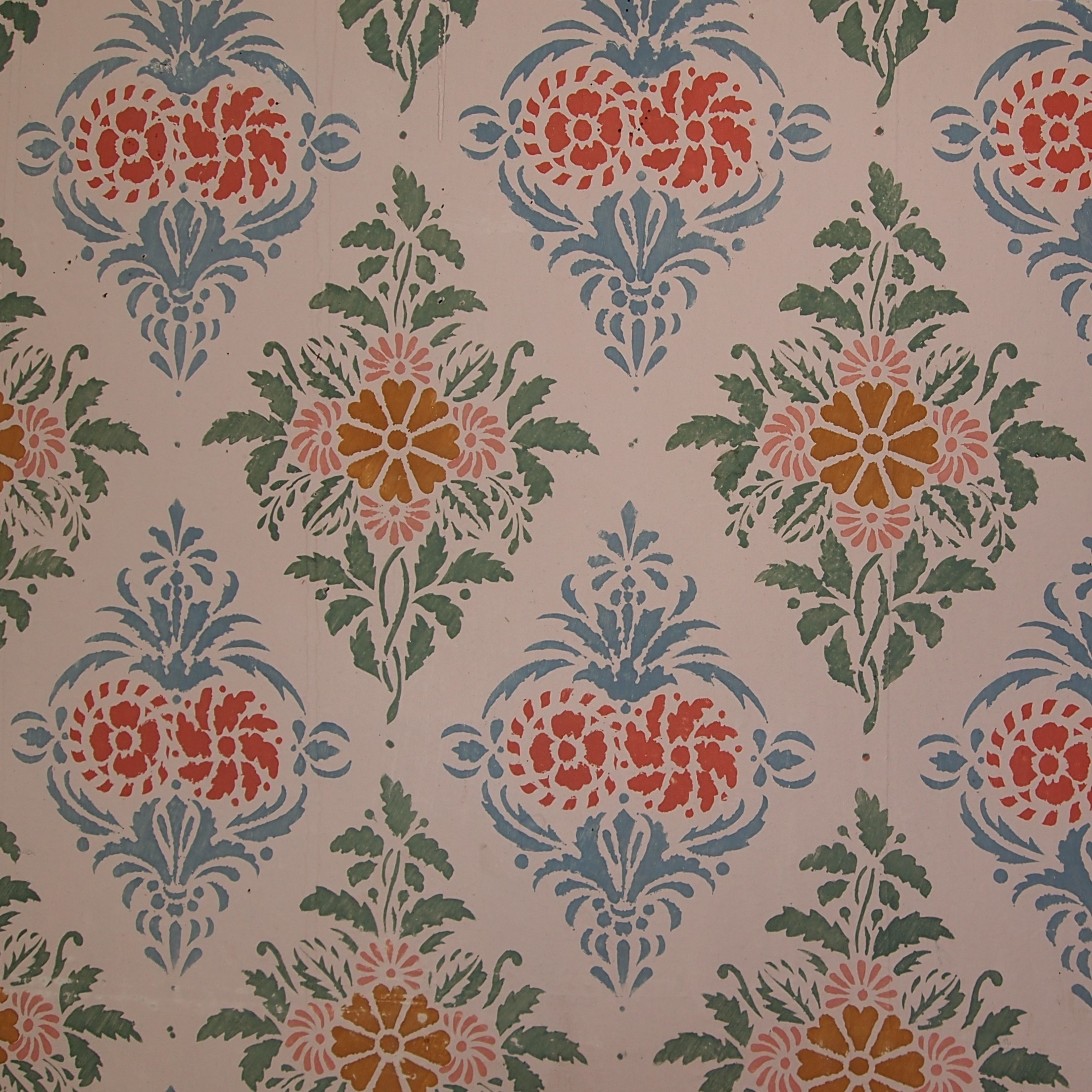
Detaljbild av den schablonmålning från 1840-talet som blev förlaga för Gästgivarstapeten.

När den sista av syskonen dog på 1960-talet gick arvsrätten till ättlingar efter Gölin, en av döttrarna på Gästgivars som gift sig med en av sönerna på Forsens. Man rådde om och brukade skogen, medan jordbruken och gården själv var fortsatt utarrenderad. När den sista arrendatorn flyttat ut 1977 genomfördes en omfattande renovering av mangårdsbyggnaden. Under tiden hade intresset för det gamla schablonmåleriet ökat vilket ledde till att tapettryckeriet Duro på 1960-talet började trycka en tapet baserat på dekorationerna på festsalens väggar. Gästgivarstapen är ännu (2022) i tryck.
I maj 2018 annonserades att fastigheten var ute till försäljning vilket var första gången ett världsarv varit till salu i Sverige. De nya ägarna bedriver sedan sommaren 2019 restaurangverksamhet, butiksförsäljning och ger guidade visningar av världsarvsgården för allmänheten under sommarmånaderna.

## Exteriörer

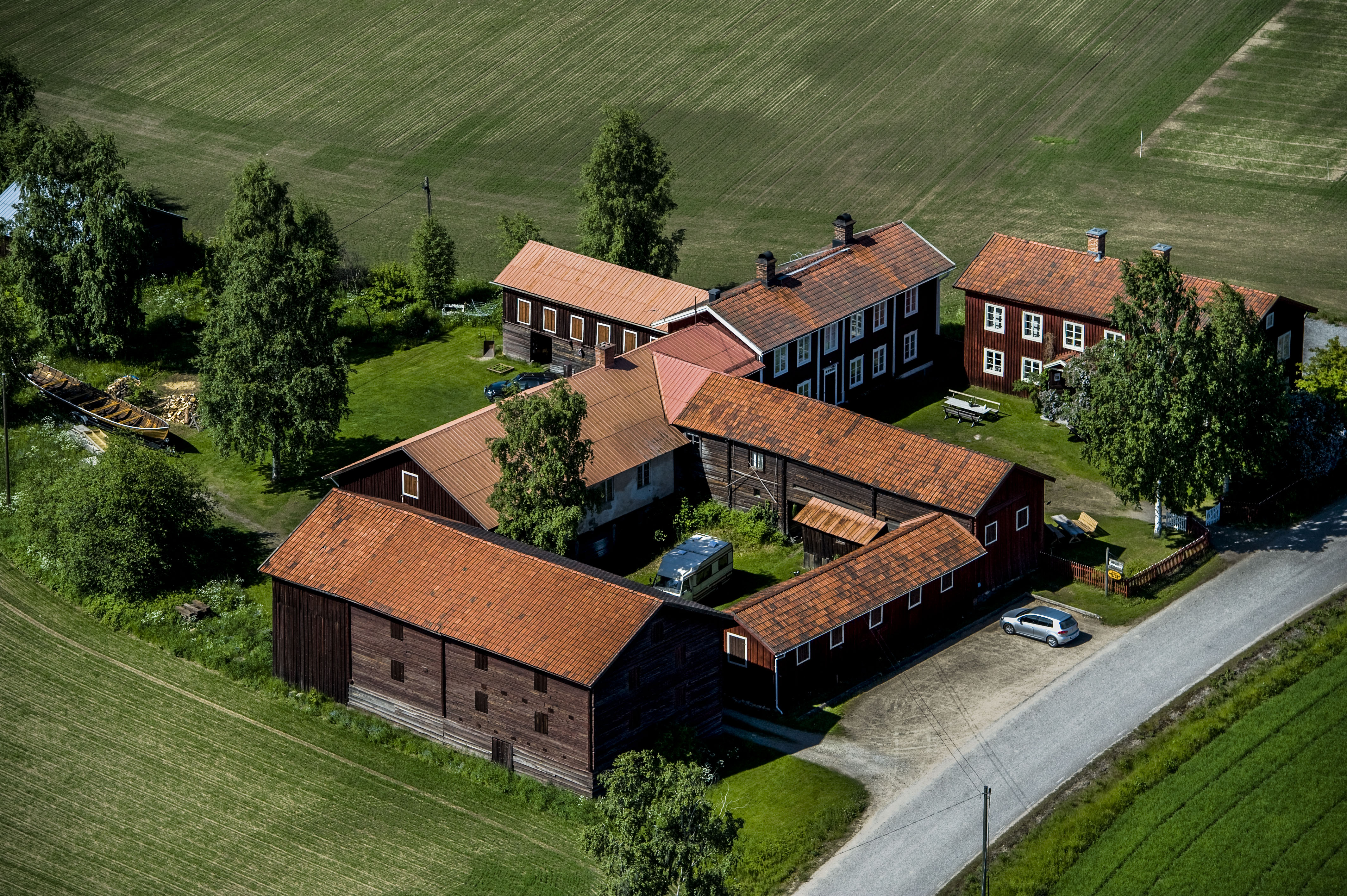
Flygbild över Gästgivars olika byggnader med festbyggnaden längst till höger i bild, mot norr.

Sammanlagt omfattar gården nio byggnader och all exteriör är byggnadsminnesmärkt. Festbyggnaden är idag klädd i slamfärgad stående träpanel och ovanför ingången finns ett litet dekorativt skärmtak från 1950. Bostadshuset pryds av liggande träpanel, också den målad i röd slamfärg.
Vid gårdens södra tun finns flera ekonomibyggnader, varav den äldsta som varit stall, förråd och inhyst pigor och drängar, tros vara från 1700-talet baserat på dess interiör. Längst söderut finns en större logbyggnad. Ladugården i väster från 1900-talets början är delvis sammanbyggd med huvudbyggnaden, liksom en mindre vedbod.

## Interiörer
Gästgivars byggdes samtidigt som schablonmåleriet kom till Hälsingland. På festbyggnadens övervåning ligger en festsal som under 1840-talet dekorerades med schablonmålningar av Jonas Wallström. Wallström kom själv från Vallsta, byn där Gästgivars står och är en av de kända hälsingemålarna ofta anlitad av folket i Arbråtrakten. De kulörta schablonmålningarna på rosa bakgrund utgör förlagan till den välkända Gästgivartapeten. De ramas in av målade bårder som imiterar förgyllda lister. Fönsteröverstyckena är halvmånformade med ornament i brons- eller träimitation. Dörröverstyckets blomsterarrangemang är målat på frihand.  Dörr- och fönsteröverstyckena är mer detaljrika och välutförda än de som vanligen ses på hälsingegårdarna. Den östra väggens två fönster ramar in ett landskapsmotiv med en kvarnbyggnad vid ett vattenfall. Motivet är sannolikt målat med ett koparstick eller en litografi som förlaga. Ovanför landskapet vilar två änglar i antik stil mot blå bakgrund, uppenbart inspirerade av exklusivt engelskt Wedgwoodporslin.
Övervåningens övriga rum är också dekorerade av Wallström med samma teknik, schablonmåleri på papper som tapetserats på linneväv. Mönstret i farstun består av gråa lagerkransar mot ljusgrå bakgrund. Festsalen på nedervåningen pryds av ett konservativt schablonmönster som ska imitera siden. Övriga rum på nedervåningen renoverades kring 1950, men festsalen har fått stå kvar i stort sett i ursprungligt skick.

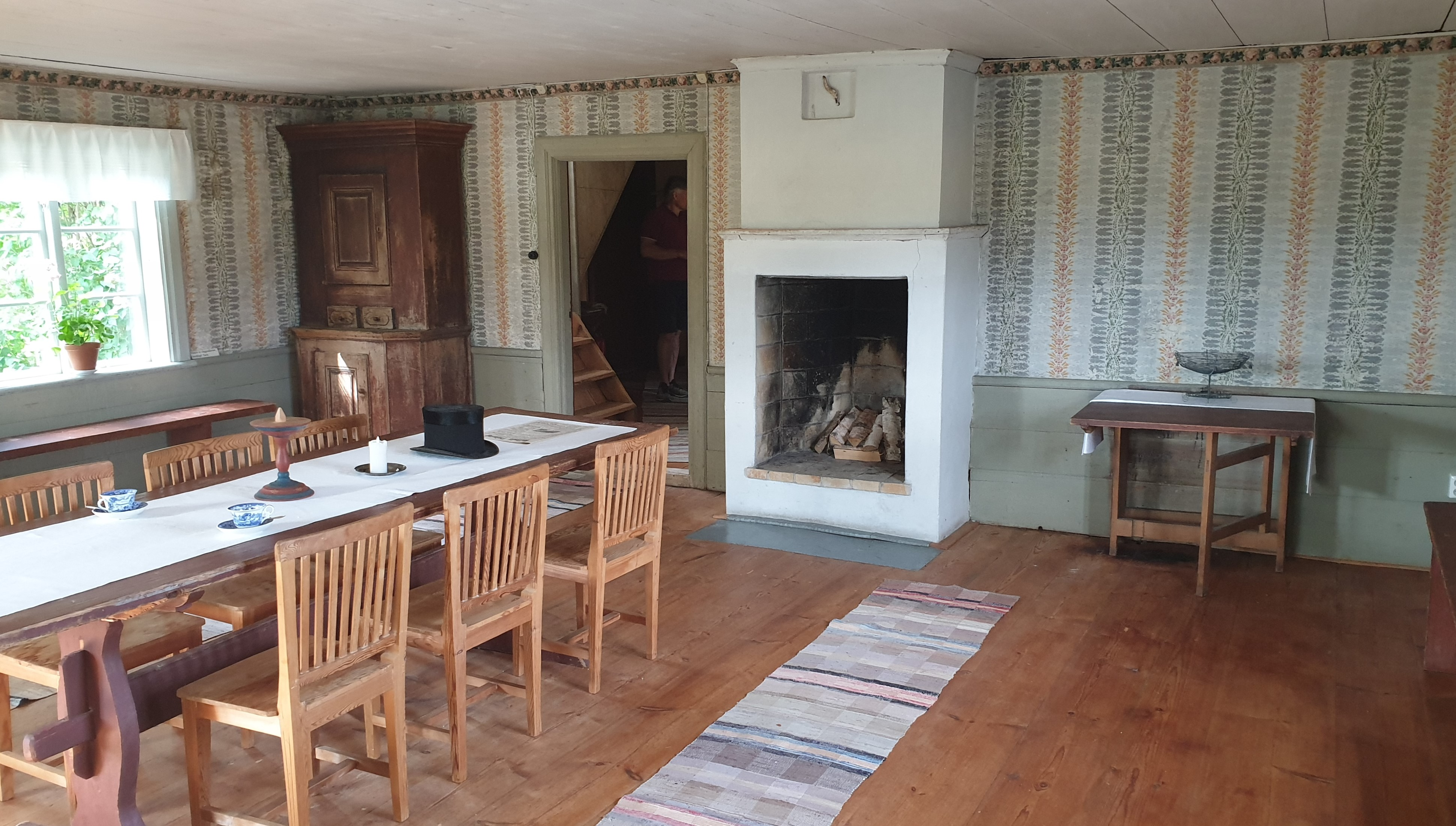
Undervåningen med enklare schablonmålningar än övervåningen.
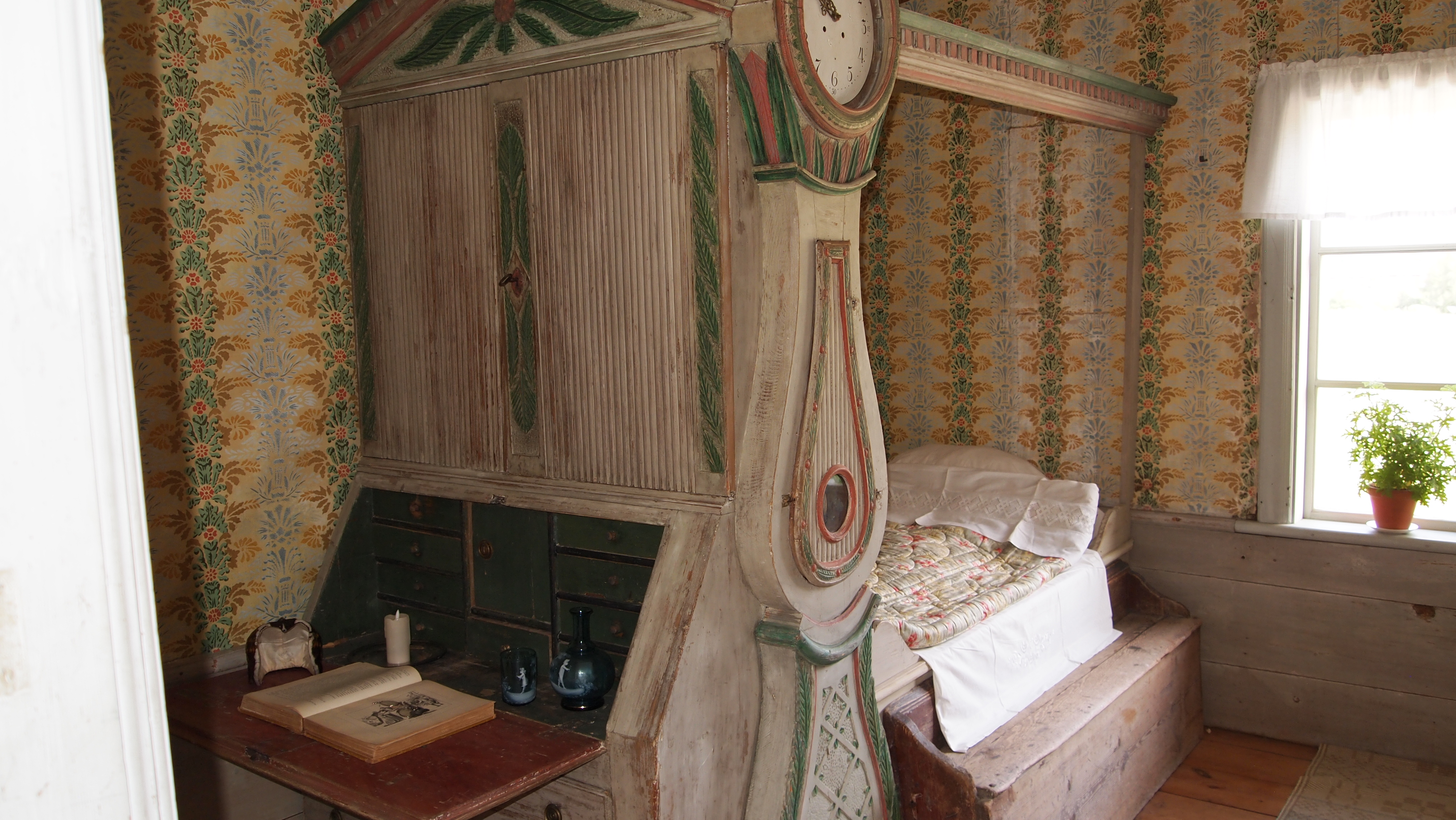
Multifunktionsmöbel i kammaren på undervåningen.
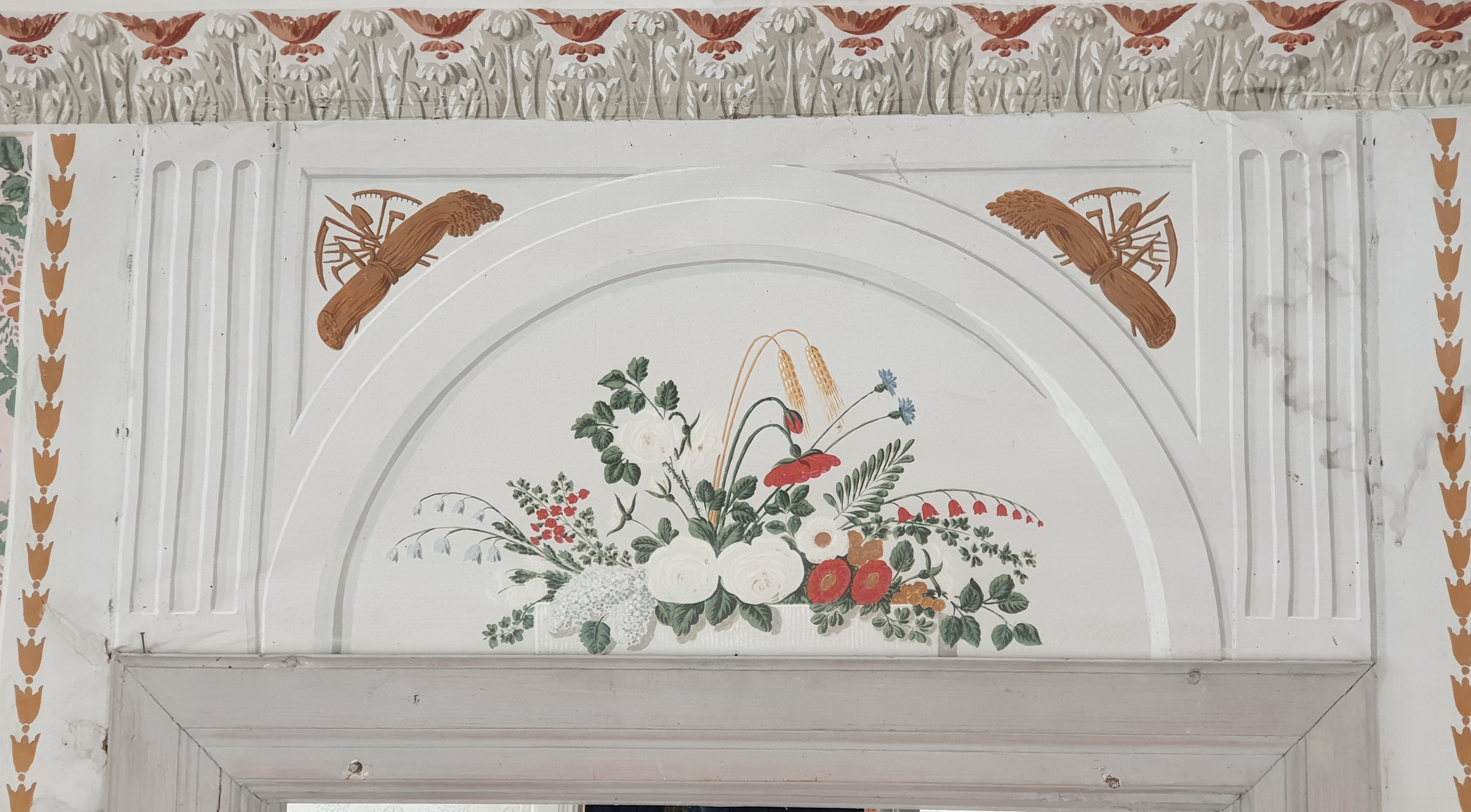
Frimålat överstycke av Jonas Wallström.
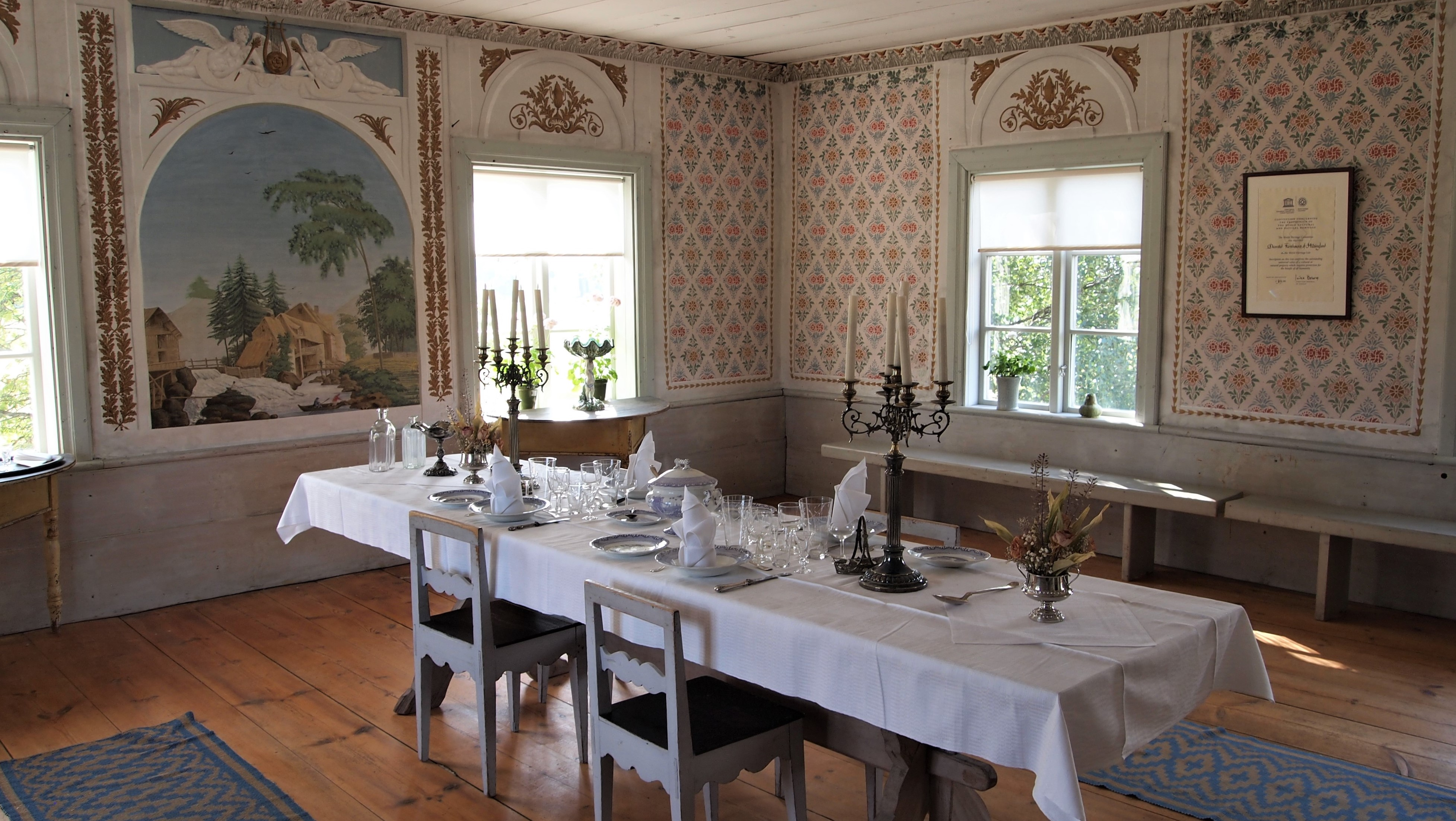
Festsalen på ovanvåningen med schablonmålningar i fält och frihandmålningar i exotiskt motiv och överstycket med inspiration från Wedgwood, av Jonas Wallström.